# جيم ستيفنسون (لاعب كرة قدم)
جيم ستيفنسون (بالإنجليزية: Jim Stevenson)‏ (1935 - 2 مارس 2009) هو لاعب كرة قدم بريطاني في مركز قلب الدفاع. لعب مع نادي دندي ونادي تشيلتنهام تاون لكرة القدم.